# Trattato di Lisbona (1859)
Il trattato di Lisbona (o patto di Lisbona) è un trattato stipulato il 20 aprile 1859 tra Portogallo e Paesi Bassi per definire i confini delle rispettive colonie (Timor portoghese e Indie orientali olandesi) nell'isola di Timor.
Pietro V del Portogallo era rappresentato da Antonio Maria de Fontes Pereira de Melo mentre Guglielmo III dei Paesi Bassi era rappresentato da Maurits Jan Heldewier, Chargé d'affaires dei Paesi Bassi.